# جولیا ویسوتسکایا
جولیا ویسوتسکایا (روسی: Ю́лия Алекса́ндровна Высо́цкая؛ زادهٔ ۱۶ اوت ۱۹۷۳) بازیگر، مجری، نویسنده اهل روسیه است. وی از سال ۱۹۹۲ میلادی تاکنون مشغول فعالیت بوده‌است.
از فیلم‌ها یا برنامه‌های تلویزیونی که وی در آن نقش داشته‌است می‌توان به خانه احمقها، فندق‌شکن، بهشت اشاره کرد.
وی همچنین برندهٔ جوایزی همچون جایزه عقاب طلایی و جایزه نیکا شده‌است.